# Wassen
Wassen és un municipi del cantó d'Uri (Suïssa).